# Torino Film Festival
Il Torino Film Festival (TFF) è un festival cinematografico italiano; nato nel 1982 come Festival internazionale Cinema giovani 1982 e tenuto stabilmente nel capoluogo piemontese, è dedicato soprattutto al cinema indipendente.

## Storia

### La nascita del festival
Nel 1981 l'assessore alla gioventù del comune di Torino, Fiorenzo Alfieri, da poco tornato da Giffoni Valle Piana, città del Giffoni Film Festival, dove aveva portato sostegno ed aiuto per il sisma del 1980, propone a Gianni Rondolino e Ansano Giannarelli di studiare le modalità di un festival cinematografico dedicato al cinema dei giovani e sui giovani da tenersi annualmente in città. Rondolino e Giannarelli preparano un progetto che, accolto dall'assessore, pone le basi del Festival internazionale Cinema giovani, il quale sarà realizzato da un'associazione privata, finanziata dagli enti pubblici. 
Tale associazione, formata da un gruppo di intellettuali torinesi, è presieduta da Gianni Vattimo e il consiglio direttivo è formato da Francesco De Bartolomeis, Claudio Gorlier, Marco Vallora e Lorenzo Ventavoli. La prima edizione del festival, diretto congiuntamente da Gianni Rondolino e Ansano Giannarelli, si tiene nel 1982: la commissione di selezione, oltreché da Rondolino e Giannarelli, è composta da Patrizia Pistagnesi e Roberto Turigliatto; la retrospettiva dedicata alle opere prime italiane è curata da Baldo Vallero; la sezione "Spazio aperto" è curata da Sergio Toffetti. All'ufficio stampa, diretto da Beppe Ferrero, partecipano Alberto Barbera e Rocco Moliterni.
Nasce così nel settembre 1982 il Festival internazionale Cinema giovani nell'intento di scandagliare l'universo giovanile attraverso il linguaggio audiovisivo e nel contempo ricollocare idealmente il nuovo festival nel solco di una ricerca del "nuovo cinema" internazionale che vent'anni prima aveva portato alla nascita di un'altra storica manifestazione del panorama festivaliero italiano, la Mostra di Pesaro. Non a caso le prime edizioni del festival di Torino tributano alle correnti cinematografiche degli anni Sessanta importanti retrospettive.
A far da denominatore comune delle diverse accezioni della formula Cinema giovani vi è l'idea di una rassegna capace di indagare sulle forme innovative, periferiche e sperimentali del cinema internazionale: un cinema giovane imperniato sul rinnovamento linguistico che si contrappone alle forme consolidate di cinematografia. Per rispondere a tale proposito il festival decide di accogliere sin dalla sua prima edizione la vasta gamma di nuove modalità espressive dell'immagine elettronica.

### Le diverse edizioni
Nel corso degli anni Ottanta il Festival Cinema giovani aumenta il suo prestigio sul piano internazionale e conquista la palma di secondo festival italiano, alle spalle del festival di Venezia.
Col passare degli anni il festival torinese procede ad una lenta ma sostanziale modifica della sua impostazione iniziale: pur mantenendo inalterati i caratteri dell'identità del festival, la rassegna perviene ad un ripensamento complessivo della sua formula anche in virtù della nuova collocazione del festival nel panorama internazionale. A partire dalla quarta edizione, nel 1986, la rassegna introduce la formula competitiva in alcune sezioni: le ripartizioni "Opere prime" e "Film su tematiche giovanili" vengono unificate in un'unica articolazione che prende il nome di Concorso lungometraggi; nello stesso anno sono introdotti i premi nella sezione Spazio aperto, che ospita le opere realizzate senza distinzione di genere, formato e durata. Nel 1987 viene creato un concorso internazionale di cortometraggi e nel 1990 scompare definitivamente la sezione Spazio aperto, a suggellare l'abbandono dei residui di amatorialità nella programmazione; dalle ceneri di Spazio aperto vengono alla luce due nuove sezioni: Spazio Italia, concorso per corto e mediometraggi italiani e Spazio Torino, sezione regionale che mantiene i caratteri originali di Spazio aperto limitando però l'accesso alle sole produzioni video piemontesi. Il dinamismo del festival torinese si sviluppa ulteriormente negli anni Novanta, periodo che rafforza il ruolo internazionale della manifestazione.
L'evoluzione professionale si completa infine qualche anno più tardi, nel 1997, attraverso il cambio di nome della rassegna: da Festival Cinema giovani a Torino film festival, una nuova denominazione per un festival che ha oramai ultimato il suo passaggio da rassegna tematica "locale" ad ambiziosa manifestazione che si muove entro il contesto dei grandi festival internazionali. Dal 1995 il festival assegna ogni anno il premio Cipputi al miglior film sul mondo del lavoro. Dal 1999 al 2002 il festival è stato diretto da Stefano Della Casa, con ottimi risultati di pubblico soprattutto per gli omaggi a John Carpenter e George A. Romero. Dal 2003 al 2006 il festival è stato diretto da Roberto Turigliatto e Giulia D'Agnolo Vallan.
Al termine della 24ª edizione del festival si è consumato un duro scontro tra le istituzioni torinesi e l'Associazione cinema giovani presieduta da Gianni Rondolino sul destino della manifestazione, che si è chiuso temporaneamente con le dimissioni, poi ritirate, di cinque soci dell'Associazione, tra cui Alberto Barbera e Steve Della Casa. La polemica si è poi rafforzata con la nomina del regista Nanni Moretti (gradito, per la visibilità, agli enti finanziatori) a direttore di un generico festival cinematografico di Torino e con la sua conseguente polemica rinuncia dell'incarico. Dopo settimane di contatti tra le istituzioni e tentativi di "ricucire" diplomaticamente i rapporti tra l'associazione e gli enti che finanziano la manifestazione, la situazione si è risolta con un accordo sottoscritto dall'Associazione cinema giovani, dal Museo nazionale del cinema e dalla Città di Torino e con le conseguenti dimissioni di Rondolino dalla presidenza dell'Associazione. Nel gennaio 2007, Nanni Moretti ha nuovamente ricevuto e accettato la richiesta di dirigere il Festival.
Al termine della 26ª edizione della rassegna, Moretti ha rinunciato al mandato di direttore per potersi dedicare alla realizzazione di un nuovo film. La carica di direttore è stata quindi affidata al regista Gianni Amelio. Amelio ha diretto il festival per quattro edizioni, dal 2009 al 2012. Nel 2013 è stato direttore Paolo Virzì, che nel 2014 è diventato Guest Director. Nel 2014 diventa direttore Emanuela Martini. Il manifesto ufficiale della 31ª edizione, quella del 2013, viene realizzato dal fumettista e regista italiano Gipi. Nel 2017, per la 35ª edizione, Emanuela Martini ha deciso di proporre, per la prima volta in Italia, una rassegna delle opere del regista statunitense Brian De Palma. Lo stesso anno è stato il primo senza il Cinema Lux, nella Galleria San Federico, che tornerà nel 2021 per poi venire nuovamente escluso nel 2022. Nel 2020 e 2021 il direttore artistico è stato Stefano Francia di Celle, mentre nel 2022 e 2023 Steve Della Casa; dal 2024 è direttore Giulio Base.

## Descrizione e contenuti
Il neonato festival torinese possiede alcune peculiarità che lo distinguono dalle altre manifestazioni che sorgono in quel periodo in Italia. La principale novità è costituita dalla sua natura di festival metropolitano: la manifestazione non nasce con lo scopo di animare le serate di bassa stagione di una località turistica né di proporsi come luogo di incontro tra addetti ai lavori, ma è concepita per rispondere alla diffusa domanda culturale di una grande città. La novità di una rassegna cinematografica metropolitana come il festival torinese, dunque, è quella di far convivere una proposta culturale di qualità con l'esperienza urbana, con la vita di una città che continua a svolgersi normalmente. Il festival torinese crea sin dalle prime edizioni un fortissimo legame con il proprio pubblico, composto per la maggior parte dal soggetto di spettatore cinematografico che non ha risentito della crisi delle sale del decennio precedente: la gioventù metropolitana.
La seconda novità introdotta da Cinema giovani è quella di accostare a cinema d'autore e retrospettive storiche l'effervescente scena che sperimenta nelle proprie elaborazioni audiovisive l'utilizzo dell'immagine elettronica. Il 1982, anno di nascita del festival, si colloca al centro di un periodo di intensa evoluzione tecnologica nelle modalità di realizzazione dei prodotti filmici. Il Festival Cinema Giovani stabilisce di dedicare ampio spazio della propria programmazione alla nuova galassia di videomaker che reclamano, più che un riconoscimento da parte della critica e delle strutture produttive, maggiori occasioni di visibilità e discussione con il pubblico. Gli organizzatori del festival si fanno anche promotori della rivendicazione di interventi strutturali degli enti pubblici a favore della formazione e della produzione attraverso lo strumento video.
Per alcuni anni all'interno del festival Cinema Giovani convivono due anime: quella "sociologica" e quella "cinematografica". Tale compresenza si riflette nell'articolazione del programma della rassegna, che nei primi anni resta sospesa in un accostamento di vocazione antropologica e spirito di cinefilia militante. Di questa doppia articolazione del festival è garante Gianni Rondolino, divenuto unico direttore del festival sino alla sesta edizione (1988). Nel frattempo si è formato, sotto la sua guida, una sorta di comitato di direzione composto da Roberto Turigliatto, Alberto Barbera e Stefano Della Casa, tutti suoi allievi all'Università degli Studi di Torino. Quando Rondolino lascia la direzione del festival ad Alberto Barbera nel 1989 e assume la presidenza dell'Associazione cinema giovani, la manifestazione assume sempre più il carattere di un festival di ricerca e innovazione nel campo del cinema, tralasciando i suoi interessi sociologici.
Il programma del festival si compone di una miscela di cinema d'autore, cinema di genere, panoramiche su cinematografie straniere e produzioni video; a fianco della promozione del nuovo cinema internazionale trovano posto una serie di retrospettive in molti casi a prima vista antitetiche. Il continuo rimescolamento degli schemi messo in atto dalla manifestazione non rispecchia soltanto la volontà di allargare l'orizzonte del visibile e di accogliere entro lo sguardo critico anche prodotti della cinematografia in passato indebitamente trascurati. Le intenzioni degli organizzatori vanno anche in un'altra direzione, che è quella di offrire, attraverso lo strumento di un sempre più ricco festival cinematografico, indicazioni di valori che aiutino lo spettatore alla formazione di una coscienza critica sul cinema come fenomeno di cultura, espressione artistica e mezzo di comunicazione di massa.

## Vincitori

### Miglior film
- 1993: Qīngshàonián Nézhā, regia di Tsai Ming-liang (Taiwan)
- 1998: Il volo dell'ape (Parvaz-e zanbur) (Tadzikistan) di Jamshed Usmonov e Min Biong Hun
- 1999: Marana Simhasanam (Regno Unito, India) di Murali Nair
- 2000: George Washington (Stati Uniti d'America) di David Gordon Green
- 2001: Mein Stern (Austria-Germania) di Valeska Grisebach
- 2002: Satin rouge (Francia-Tunisia) di Raja Amari
- 2003: La fin du règne animal (Francia) di Joël Brisse
- 2004: Los muertos (Argentina) di Lisandro Alonso
- 2005: ex aequo Odgrobadogroba - Di tomba in tomba (Odgrobadogroba) (Slovenia) di Jan Cvitkovič - Utsukushiki tennen (Giappone) di Takushi Tsubokawa
- 2006: Honor de cavalleria (Spagna) di Albert Serra
- 2007: Garage (Irlanda) di Leonard Abrahamson
- 2008: Tony Manero (Cile/Brasile) di Pablo Larraín
- 2009: La bocca del lupo (Italia) di Pietro Marcello
- 2010: Un gelido inverno (Winter's Bone) (Stati Uniti d'America) di Debra Granik
- 2011: Á Annan Veg (Islanda) di Hafsteinn Gunnar Sigurdsson
- 2012: Shell (Regno Unito) di Scott Graham
- 2013: Club Sandwich (Messico) di Fernando Eimbcke
- 2014: Mange tes morts (Francia) di Jean-Charles Hue
- 2015: Keeper (Belgio, Svizzera, Francia) di Guillaume Senez
- 2016: Juan zeng zhe (Cina) di Qiwu Zang
- 2017: Don't Forget Me (Israele, Germania, Francia) di Ram Nehari
- 2018: Wildlife (Stati Uniti d'America) di Paul Dano
- 2019: A White, White Day - Segreti nella nebbia (Hvítur, hvítur dagur) (Islanda, Danimarca, Svezia) di Hlynur Pálmason
- 2020: Botox (Iran) di Kaveh Mazaheri
- 2021: İki Şafak Arasında (Turchia, Romania) di Selman Nacar
- 2022: Palm Trees and Power Lines (Stati Uniti d'America), regia di Jamie Dack
- 2023: La Palisiada, (Ucraina), regia di Philip Sotnychenko
- 2024: Holy Rosita, (Belgio), regia di Wannes Destoop

### Spazio Italia
- 1995: Ultime notizie di Rosanna Benvenuto
- 1999: "Betty Bee" (Sopravvivere d'arte) "Ciao bucchì" di Didi Gnocchi
- 2000: Pulpureo di Valentina Bersiga
- 2001: Gli smori di Aldis di Giuseppe M. Gaudino
- 2002: Da lontano di Mauro Santini
- 2003: Setting: the Linear Video (take3/women only) di Susanna Schoenberg
- 2004: La piccola Russia di Gianluigi Toccafondo
- 2005: Aqua di Mauro Magazzino
- 2006: Suicidio di un paraplegico (2 di 10) di Francesco Guttuso

Premio Cipputi
- 1996: Terra di mezzo di Matteo Garrone
- 1997:
- 1998: Achshav Rachmaninov di Daniel Syrkin
- 1999: Risorse umane (Resources humaines) di Laurent Cantet
- 2000: L'horizon perdu di Laïla Marrakchi
- 2001: Signorina Fiat di Giovanna Boursier
- 2002: Pesci combattenti di Andrea D'Ambrosio e Daniele Di Biasio
- 2003: L'uomo flessibile di Stefano Consiglio
- 2004: Maquilas di Giuseppe Gaudino
- 2005: Manoorè di Daria Menozzi
- 2006: Il lato grottesco della vita di Federica Di Giacomo
- 2007: In fabbrica di Francesca Comencini
- 2008: Entre Os Dedos (Noise) di Tiago Guedes e Frederico Serra
- 2009: Baseco Bakal Boys di Ralston Jover
- 2010: Las Marimbas del Infierno di Julio Hernandez Cordon
- 2011: Le Vendeur di Sébastien Pilote
- 2012: Nadea e Sveta di Maura Delpero
- 2013: Portrait of a lone farmer di Jide Tom Akinleminu
- 2014: Triangle di Costanza Quatriglio
- 2015: Il successore di Mattia Epifani
- 2016: Lao Shi (Old Stone) di Johnny Ma
- 2017: Lorello e Brunello di Jacopo Quadri
- 2018: Le nostre battaglie (Nos batailles) di Guillaume Senez
- 2019: Ohong Village di Luke Lungyin Lim

Premio speciale della Giuria - Italiana.doc
- 2010: Il popolo che manca di Andrea Fenoglio, Diego Mometti
- 2011: Il castello di Massimo D'Anolfi, Martina Parenti
- 2012: Fatti corsari di Stefano Petti, Alberto Testone
- 2014: 24 heures sur place d'Ila Bêka, di Ila Bêka, Louise Lemoine
- 2021: Commedia all’italiana di Fabrizio Bellomo
- 2022: N’en parlons plus, regia di Cecile Khindria, Vittorio Moroni (Francia, Italia)

## Direttori del festival
- 1982 - 1983: Gianni Rondolino e Ansano Giannarelli
- 1984 - 1988: Gianni Rondolino
- 1989 - 1998: Alberto Barbera
- 1999 - 2002: Steve Della Casa
- 2003 - 2006: Roberto Turigliatto e Giulia D'Agnolo Vallan
- 2007 - 2008: Nanni Moretti
- 2009 - 2012: Gianni Amelio
- 2013: Paolo Virzì
- 2014 - 2019: Emanuela Martini
- 2020 - 2021: Stefano Francia di Celle
- 2022 - 2023: Steve Della Casa
- dal 2024: Giulio Base